# Tihanyi Tóth László
Tihanyi Tóth László (Budapest, 1938. augusztus 4. –) magyar színész, rendező, díszlettervező, dalszövegíró. Tihanyi-Tóth Csaba és Tihanyi Tóth Kinga színészek édesapja.

## Életpályája
1962-ben végezte el az Állami Konzervatórium ének főtanszakát, majd a Pécsi Nemzeti Színház tagja lett. 1963–1965 között a kecskeméti Katona József Színház tagja volt. 1965–1966 között a debreceni Csokonai Színházban dolgozott. 1966–1971 között a Miskolci Nemzeti Színház művésze volt. 1971–1972 között az Állami Déryné Színház tagja volt. 1972–1981 között a  Mini Vígszínpadon – saját társulata – lépett fel. 1981–1984 között a József Attila Színház tagja volt. 1984–1995 között szabadfoglalkozású művész volt. 1995–1997 között a Merlin Színházban dolgozott. 1997–1998 között Polgári Színkör tagja volt. 2000-től a Tihanyi Vándorszínpad tagja.
Műsoros estek, gyerekdarabok írója, rendezője. 

## Főbb szerepei
- Verdi: Traviata – Alfréd
- Zeller: A madarász – Ádám
- Ödön von Horváth: Mesél a bécsi erdő – Strauss
- Lerner–Loewe: My Fair Lady – Freddie